# Дафи Дък: Квактастрофи
„Дафи Дък: Квактастрофи“ (на английски: Daffy Duck's Quackbusters) е анимационен компилационен филм от 1988 година, включващ класическите късометражни филми на Warner Bros. Cartoons и анимационни преодоляващи сцени с участието на Дафи Дък. Това е последната театрална продукция, в която Мел Бланк осигурява гласовете на различните герои на „Шантави рисунки“ (Looney Tunes) преди неговата смърт на 10 юли 1989 г. За разлика от предишните компилационни филми, „Квактастрофи“ използва предварително съществуващата музика от по-старите късометражни филми на „Шантави рисунки“, композирани от Карл Сталинг, Милт Франклин и Уилям Лава за новата анимация и класическите кадри. Това е един от двата компилационни филма от класическите късометражни филми на Warner Bros., който не е композиран от Робърт Джей Уолш (другият е „Бъгс Бъни и Бързоходеца“ от 1979 г., който е композиран от Дийн Елиът). Филмът е пуснат по кината от Warner Bros. от 24 септември 1988 г. Вдъхновен е от игралния филм „Ловци на духове“ (Ghostbusters).

## Озвучаващ състав
- Мел Бланк – Дафи Дък, Бъгс Бъни, Порки Пиг, Силвестър, Туити, Хюго снежният човек, Джей Пи Кубиш, Икономът на Джей Пи Кубиш, Койота
- Мел Торме – Дафи Дък (вокал)
- Би Джей Уорд – Мелиса Дък
- Рой Файърстоун – Говорител
- Джули Бенет – Двуглав лешояд

## В България
В България филмът е разпространяван на пиратски видеокасети с едногласов дублаж. В последствие е излъчен единствено по Diema Family през 2008 г. с български войсоувър дублаж. Екипът се състои от:
| Озвучаващи артисти  | Яница Митева Емил Емилов Здравко Методиев Димитър Иванчев |
| Преводач            | Захари Генчев                                             |
| Тонрежисьор         | Стефан Дучев                                              |
| Режисьор на дублажа | Димитър Кръстев                                           |